# یاماها تی ۱۵۰
یاماها تی ۱۵۰ (به انگلیسی: Yamaha T-150) یک موتورسیکلت ژاپنی است که توسط شرکت یاماها از سال ۲۰۱۵ تولید می‌شود. این مدل با نام‌های Exciter 150/155 در تایلند و ویتنام، Sniper 150 MXi در فیلیپین و سنگاپور، King1X/J0 در اندونزی و MX King در ایران و مالزی شناخته می‌شود.

## در ایران
با توجه به شتاب بالایی که این موتور داراست، در ایران توجه‌های زیادی را به خود جلب کرده؛ کیفیت بالا ساخت قطعات نیز یکی از نکات مثبت دیگر این موتورسیکلت به حساب می‌آید. رقیب‌های اصلی این موتور در ایران هوندا ویو، تی‌وی‌اس راکز و اصلی‌ترین رقیب آن اس‌وای‌ام لاکی (لاکی ۱۸۵) محسوب می‌شوند که یاماها ام‌ایکس کینگ از لحاظ کیفیت قطعات و کیفیت ساخت و… از رقبای خود جلو است.

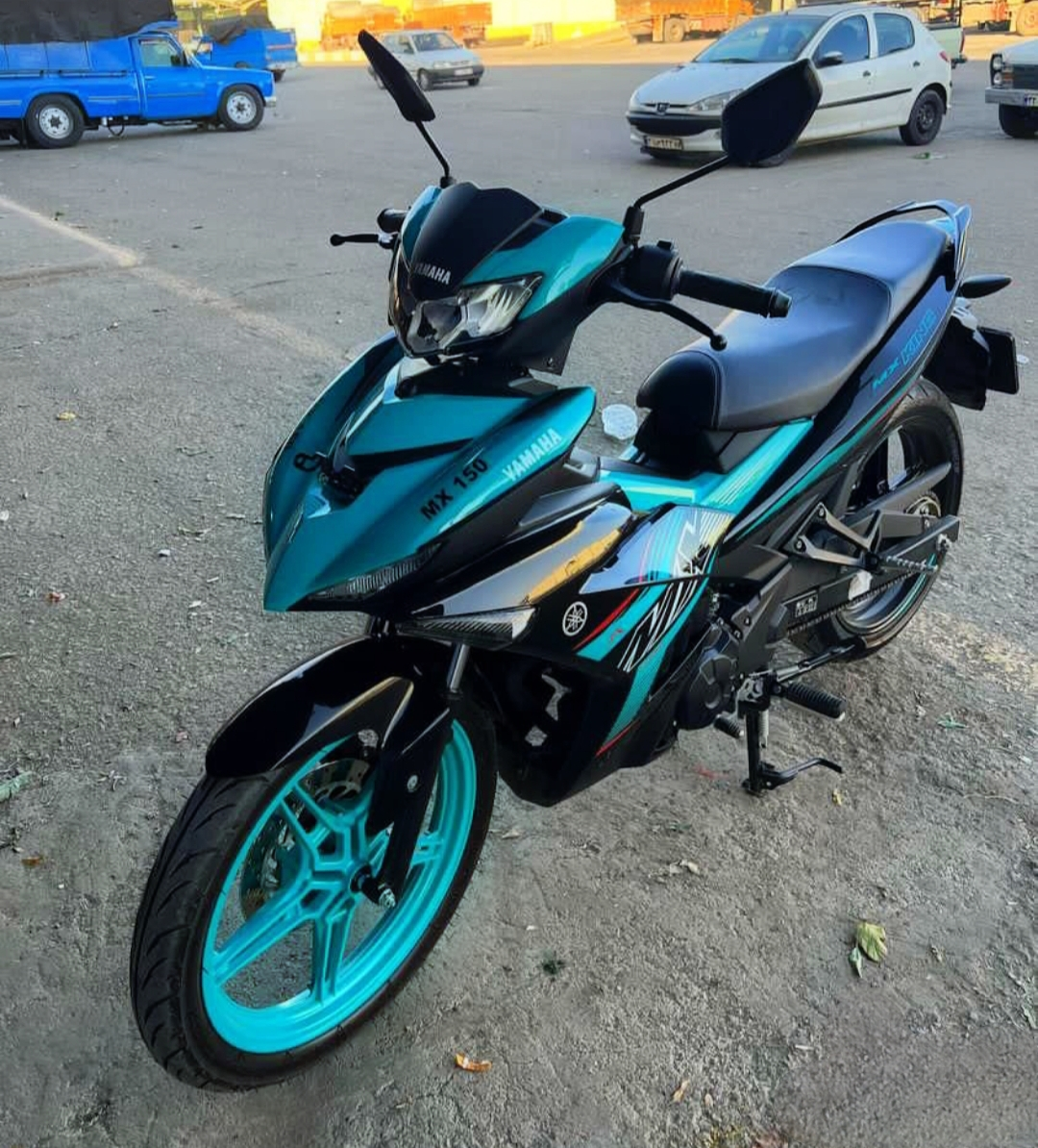
یاماها Mx King (از نمای جلو)
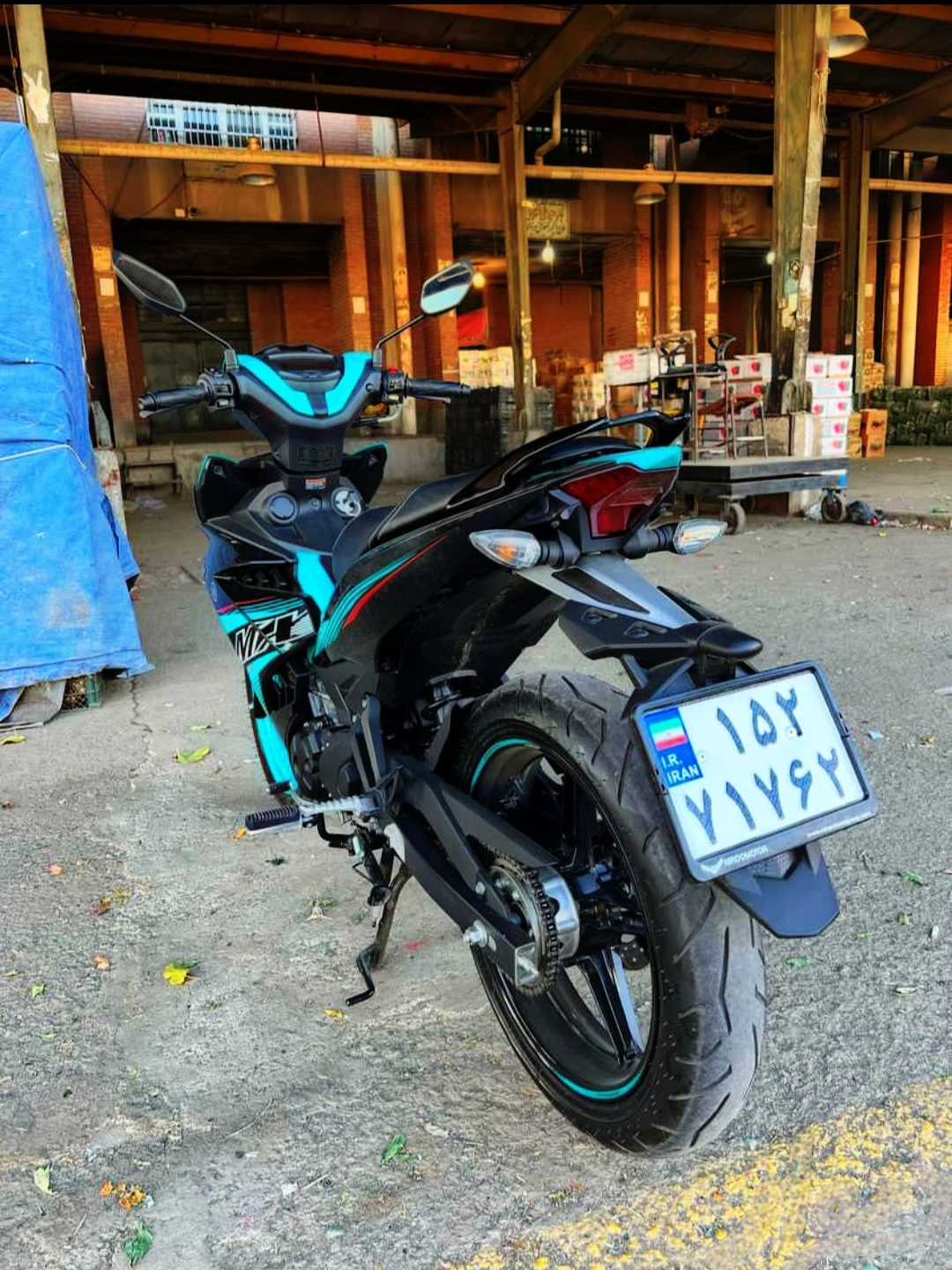
یاماها Mx King (از نمای پشت)
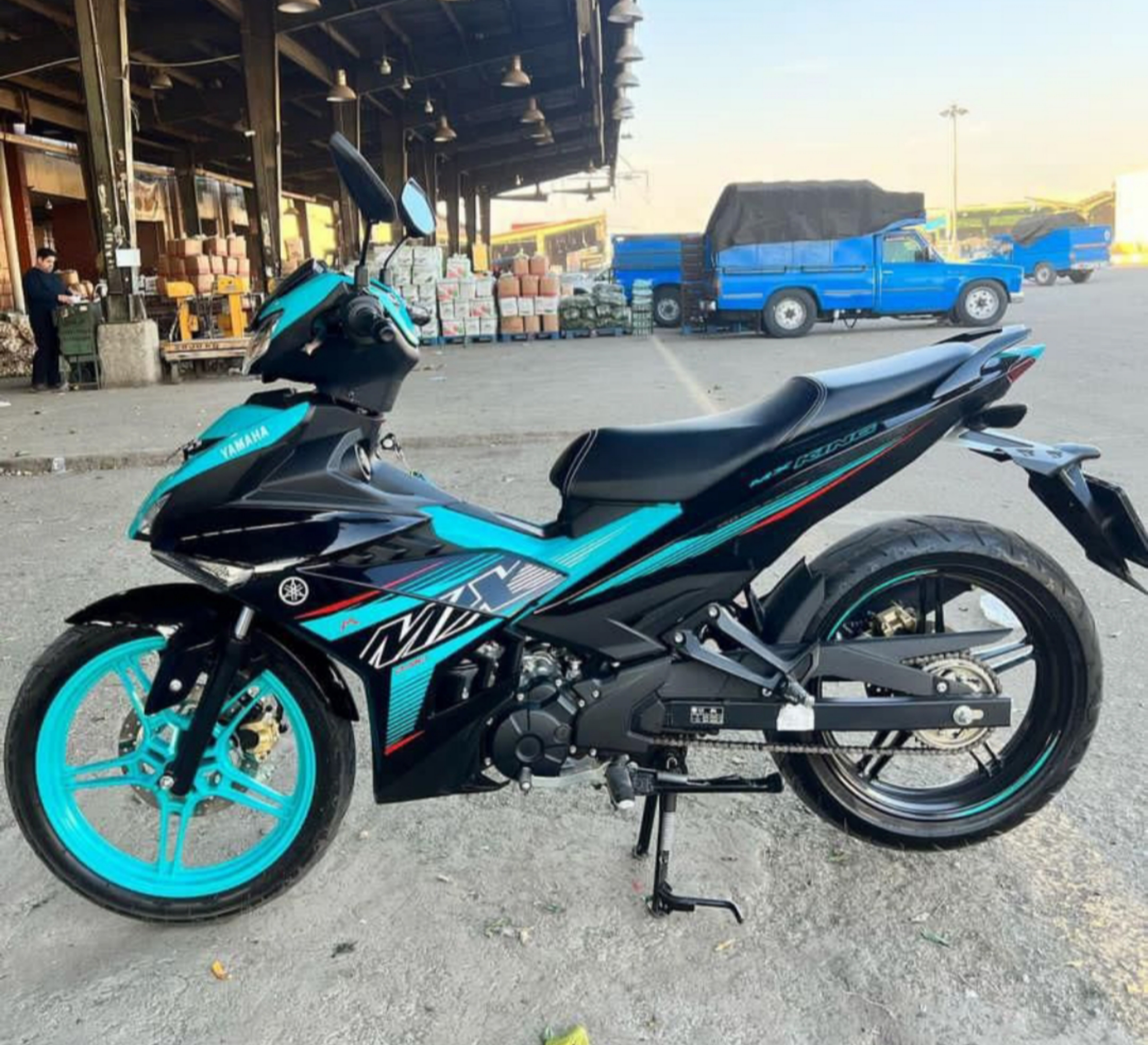
یاماها Mx King (از نمای بغل)